# Jille-Skeblejaure
Jille-Skeblejaure är en sjö i Sorsele kommun i Lappland och ingår i Umeälvens huvudavrinningsområde. Sjön har en area på 0,264 kvadratkilometer och ligger 836,1 meter över havet. Jille-Skeblejaure ligger i Vindelfjällen Natura 2000-område.

## Delavrinningsområde
Jille-Skeblejaure ingår i det delavrinningsområde (733494-150068) som SMHI kallar för Mynnar i 733732-149851. Medelhöjden är 1 020 meter över havet och ytan är 14,88 kvadratkilometer. Det finns inga avrinningsområden uppströms utan avrinningsområdet är högsta punkten. Vattendraget som avvattnar avrinningsområdet har biflödesordning 5, vilket innebär att vattnet flödar genom totalt 5 vattendrag innan det når havet efter 454 kilometer. Avrinningsområdet består mestadels av kalfjäll (97 procent). Avrinningsområdet har 0,38 kvadratkilometer vattenytor vilket ger det en sjöprocent på 2,6 procent.